# Australian Six

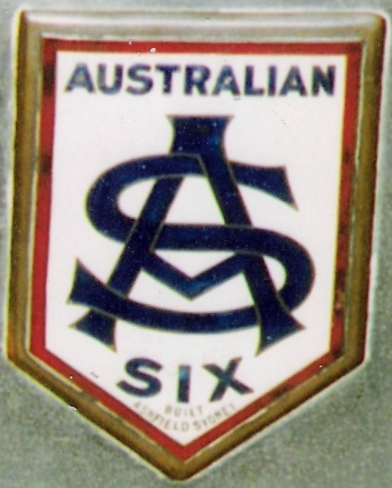
Kühleremblem des Australian Six

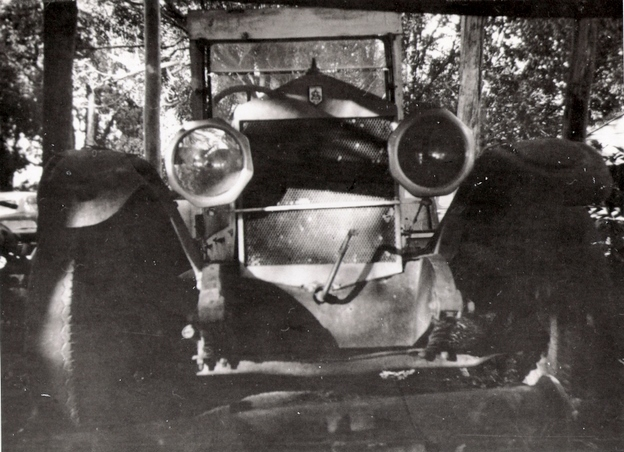
Vorderansicht des Australian Six

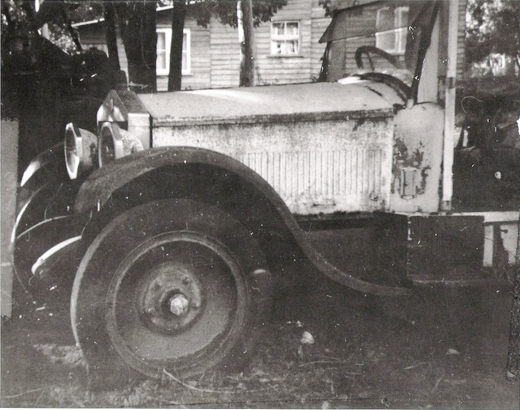
Seitenansicht

Der Australian Six war eine Automarke, die ab 1919 in Australien hergestellt wurde.

## Beschreibung
Der Wagen war ein Versuch, gegen die aus den Vereinigten Staaten importierten Wagen anzutreten und wurde aus verschiedenen importierten und heimischen Teilen hergestellt. Die Autos hatten ein separates Fahrgestell und es gab fünf verschiedene Aufbauten, die in Australien unter dem Motto „Made in Australia, by Australians, for Australia“ (dt.: Hergestellt in Australien, von Australiern, für Australien) gefertigt wurden. Die meisten Modelle wurden von einem US-amerikanischen Rutenber-Motor mit 6 Zylindern angetrieben. Die Motorkraft wurde über Getriebe von Grand Lees oder Muncie an die Hinterräder weitergeleitet. Es wurden aber auch Motoren von Ansted eingesetzt. Bis 1918 war die Fabrik in Sydney Harbour (New South Wales), dann zog sie nach Ashfield (New South Wales) um, wo sie bis 1924 blieb. Nach der Herstellung von ca. 500 Autos musste die Firma schließen, weil die Kosten der hauseigenen Konstruktion zu hoch waren. Die letzten Wagen wurden 1926 von der Leihwagenfirma Harkness and Hillier in Sydney gebaut.
16 Australian Six haben bis heute überlebt, einer davon in der Automobilsammlung des Powerhouse Museum in Sydney.
1984 wurde der Australian Six mit einer Briefmarke geehrt, die die australische Post als Teil einer Serie von fünf Marken australischer Automobile herausbrachte.